# Anastasio Guzmán
Pour les articles homonymes, voir Guzmán.
Anastasio Guzmán (Séville ?, 17??-Los Llanganates, 1807) est un pharmacien et naturaliste espagnol.

## Biographie
On ne dispose d'aucune information sûre concernant l'activité d'Anastasio Guzmán en Espagne, en revanche on en a (source Estrella, 1988[source insuffisante]) sur son voyage d'étude en Amérique du Sud. Après avoir débarqué à Buenos Aires, il se rend en premier lieu au Chili puis au Pérou, où il passe beaucoup de temps en compagnie de Juan José Tafalla, un autre naturaliste espagnol.
En 1801, il se rend à Quito (Équateur) pour continuer ses études naturalistes et de chimie, en finançant le voyage et les recherches sur ses fonds personnels.
Il meurt en 1807 au cours d'une expédition dans la cordillère de Los Llanganates (Équateur), à la recherche du trésor perdu des Incas.

## Postérité
Le botaniste équatorien José Mejía del Valle y Lequerica (1775–1813) et la veuve de Guzmán ont tenté en vain de récupérer l'abondant matériel du naturaliste. Pendant des années on a cru qu'il était totalement perdu, mais récemment (toujours selon Estrella, 1988) on admet qu'une partie de ce matériel est conservé à Quito.
Quelque temps après sa mort, Tafalla suggère à Hipólito Ruiz López (1754-1815) et à José Antonio Pavón (1754-1844) le nom du genre Guzmania. Karl Sigismund Kunth (1788-1850) dédie également le nom d'une plante au naturaliste espagnol, la Renoncule de Guzmán (Ranunculus guzmanii).